# Vesicularia hygrobium
Vesicularia hygrobium là một loài Rêu trong họ Hypnaceae. Loài này được (Besch.) Broth. miêu tả khoa học đầu tiên năm 1908.